# Sh2-88
Sh2-88 è una nebulosa a emissione visibile nella costellazione della Volpetta.
Si individua nella parte centrale della costellazione, a metà strada fra la famosa Nebulosa Manubrio (M27) e la celebre stella doppia Albireo (β Cig); si presenta come una nube debole e di difficile osservazione, anche con l'ausilio di filtri. Può essere fotografata tramite riprese a lunga esposizione. Trovandosi nell'emisfero celeste boreale, la sua osservazione è facilitata nelle regioni dell'emisfero boreale; il periodo adatto alla sua osservazione nel cielo serale è compreso fra giugno e novembre.
Sh2-88 è una delle regioni H II legate fisicamente all'associazione Vulpecula OB1, un'associazione OB situata nel tratto iniziale del Braccio di Orione a circa 2200-2300 parsec (6500-7500 anni luce) dal sistema solare. La nube è composta da una parte estesa di aspetto poco concentrato e da due densi nuclei nebulosi, indicati come Sh2-88A e Sh2-88B. La prima è una grande nube col margine occidentale netto e oscuro e il bordo orientale molto frastagliato, mentre Sh2-88B, anche se di dimensioni molto ridotte, è la parte più luminosa alla lunghezza d'onda dell'infrarosso; essa è formata da una regione H II ultracompatta cui è connessa una nube ionizzata di aspetto cometario. Le stelle eccitatrici dei gas della nube sono di classe B, ossia stelle azzurre; la principale fonte di eccitazione è una stella gigante di classe B1, indicata col numero 82 nella pubblicazione di Deharveng. In questa regione i processi generazionali hanno subito un andamento consequenziale diretto in senso sudovest-nordest, ossia dalla regione Sh2-88A alla nube cometaria e infine al nucleo ultracompatto di Sh2-88B.
Le regioni interne della nube Sh2-88B ospitano un giovanissimo ammasso aperto le cui componenti sono visibili alla lunghezza d'onda dell'infrarosso; l'ammasso, indicato inizialmente con la sigla IRAS 19446+2505, contiene alcune stelle ancora totalmente immerse nella nebulosità da cui si sono formate, fra le quali la stella centrale dell'ammasso stesso. Attorno ad esso si estendono diversi densi filamenti nebulosi. Complessivamente, la regione di formazione stellare ospita diversi maser, dei quali due a OH e quattro ad acqua, cui si aggiungono agglomerati nebulosi con emissioni di altri composti, come il CO. Fra le sorgenti IRAS individuate nella nube vi è anche IRAS 19436+2514, coincidente con la stella blu HD 338916, di magnitudine 10,17.